# 莫里森布拉夫 (阿肯色州)
莫里森布拉夫（英語：Morrison Bluff）是一個位於美國阿肯色州洛根縣的城鎮。

## 地理
莫里森布拉夫的座標為35°22′56″N 93°31′39″W / 35.38222°N 93.52750°W，而該地的平均海拔高度為117米（即384英尺）。

## 人口
根據2020年美國人口普查的數據，莫里森布拉夫的面積為3.51平方千米，當中陸地面積為3.47平方千米，而水域面積為0.04平方千米。當地共有人口78人，而人口密度為每平方千米22人。